# Тараканов, Герман Иванович
Герман Иванович Тараканов (31 октября 1923 — 24 мая 2006) — российский учёный в области овощеводства, академик ВАСХНИЛ (1983; с 1992 года — РАСХН).

## Биография
Родился в Пятигорске. В 1940 году поступил на плодоовощной факультет ТСХА.
Участник войны с 1942 по 1945 г., воевал в составе 1-й Гвардейской армии. Демобилизовался в декабре 1945 г.
Окончил Московскую сельскохозяйственную академию им. К. А. Тимирязева (ТСХА) (1949) и её аспирантуру (1952). Работал там же: младший, старший научный сотрудник Овощной опытной станции МСХА (1952—1959), ассистент, доцент кафедры овощеводства (1959—1969), одновременно декан плодоовощного факультета (1959—1964), заведующий кафедрой овощеводства (1969—1989), с 1989 г. профессор кафедры овощеводства ТСХА.
Доктор сельскохозяйственных наук (1968), профессор (1969), академик ВАСХНИЛ (1983, член-корреспондент с 1978). Почётный доктор Будапештского университета садоводства (1978).
Разработал технологию применения плёночных ограждений теплиц. Под его руководством выведено более 50 сортов, гибридов и родительских линий овощных культур.

## Награды, премии, почётные звания
Награждён орденами Отечественной войны I степени (1985), Октябрьской Революции (1990), тремя орденами Трудового Красного Знамени (1972, 1974, 1983), орденом «Знак Почёта» (1965), 10 медалями СССР, 2 золотыми и 4 серебряными медалями ВДНХ, золотым знаком общества германо-советской дружбы (ГДР), золотым знаком НПО «Марица» (Болгария).

## Память
- 1 сентября 2015 года открыта мемориальная доска Тараканову на здании 17-гом корпуса РГАУ-МСХА имени К. А. Тимирязева (автор — скульптор Г. В. Франгулян). Надпись на доске гласит: «Здесь с 1940 по 2006 год учился и работал выдающийся учёный-овощевод и селекционер, фронтовик и поэт, академик Герман Иванович Тараканов»[1]

## Труды
Автор (соавтор) 34 книг и брошюр. Получил 72 авторских свидетельства и патента на изобретения.
Публикации:
- Выращивание овощной рассады / Соавт. В. И. Эдельштейн. — М.: Моск. рабочий, 1962. — 175 с.
- Справочник бригадира овощевода защищенного грунта / Соавт.: В. Н. Леман и др. — М.: Россельхозиздат, 1980. — 191 с.
- Методические указания по селекции огурца / Соавт.: О. В. Юрина и др.; ВНИИ селекции и семеноводства овощных культур. — М., 1983. — 102 с.
- Выращивание рассады в обогреваемых пленочных теплицах в Восточной Сибири: (Рекомендации) / Соавт.: Ю. С. Кудряшов и др.; Госагропром СССР. — М.: Агропромиздат, 1986. —54 с.
- Методические рекомендации по выращиванию и внедрению новых сортов и гибридов овощных культур селекции ТСХА / Соавт.: Л. К. Вольф и др.; ТСХА. — М., 1988.— 84 c.
- Овощеводство / Соавт.: В. Д. Мухин и др. — М.: Колос, 1993. — 511 с. — (Учеб. и учеб. пособия для студентов вузов).